# Eugenio Díaz Castro
Pour les articles homonymes, voir Castro.
Eugenio Díaz Castro, né le 5 septembre 1803 dans l'hacienda Puerta Grande aux abords de Soacha et mort le 11 avril 1865 à Bogota, est un écrivain colombien.